# فورازان
فورازان (به انگلیسی: Furazan) با فرمول شیمیایی C۲H۲N۲O یک ترکیب شیمیایی با شناسه پاب‌کم ۶۷۵۱۷ است. که جرم مولی آن ۷۰٫۰۵۰۰۸ g/mol می‌باشد. 